# 小林稔 (競馬)
小林 稔（こばやし みのる、1926年3月10日 - 2009年1月27日）は、日本の騎手、競走馬調教師。兵庫県出身（東京府出生）。
第二次大戦中の1944年に騎手デビュー。戦後、トラックオーで1951年の菊花賞と1952年秋の天皇賞に優勝した。1964年に騎手を引退し、調教師に転身。1970年代より関西の有力調教師として定着し、1996年の東京優駿（日本ダービー）優勝馬フサイチコンコルドを代表として数々の活躍馬を輩出した。中央競馬通算5525戦899勝、うち重賞51勝。最多勝利調教師4回、最高勝率調教師、最多賞金獲得調教師、優秀技術調教師各1回。
父は騎手・調教師の小林三雄三（みおみ）、実弟・小林功も騎手であった。

## 経歴
1926年、東京府東京市の目黒競馬場で騎手を務めていた小林三雄三の長男として生まれる。間もなく三雄三は拠点を兵庫県の鳴尾競馬場に移し、以後小林も同地で育った。幼少の頃から将来の目標に騎手を志していたが、小学校教諭の説得もあり、尋常小学校卒業後はいったん旧制尼崎中学に進学した。しかし結局3年次で中退し、同1942年、京都競馬場で厩舎を持っていた父の元で騎手見習いとなった。1944年に騎手免許を取得。しかし折から戦況が悪化していた太平洋戦争の影響で競馬は馬券発売のない「能力検定競走」として施行されており、翌1945年には競馬開催が休止となり、小林は岩手県滝沢村へ他の厩舎関係者と共に疎開した。
戦争終結後、1946年秋より競馬は国営で再開され、小林も騎手として復帰した。1951年春より、国営競馬の平地最多勝利馬として名を残すトラックオーの主戦騎手となり、同年秋の菊花賞に優勝してクラシック競走を初制覇。翌1952年秋には古馬混合の最高競走天皇賞（秋）も制した。1953年には、新規開場した中京競馬場でいち早く厩舎を開いた三雄三に伴い、同場で行われた最初の競走の勝利騎手になっている。しかしやがて減量に苦労し始め、数多く騎乗できなかったこともあり、他に目立った成績を挙げることはなかった。1964年に調教師試験に合格。騎手を引退し、調教師に転身した。騎手通算成績は、国営競馬が日本中央競馬会となった1954年以降で713戦95勝。
三雄三の厩舎で1年間研修を積んだのち、1965年より中京競馬場に自身の厩舎を開業。1966年、管理馬ハジメリュウで北九州記念に勝利し、調教師として重賞初勝利を挙げた。1968年に関西人馬の拠点・栗東トレーニングセンターが完成したことにより同地へ移転したが、以後も中京開催の重賞勝利に意欲を傾け、1971年には高松宮宣仁台覧下の第1回高松宮杯へ厩舎の看板馬2頭を出走させ、うちの1頭シュンサクオーで優勝を果たした。
1970年代半ばからは、大競走での優勝こそなかったものの関西の有力調教師として定着し、1976年には自己最高の53勝を挙げて初の最多勝利調教師となった。1983年、ロンググレイスで牝馬三冠最終戦のエリザベス女王杯に優勝。1985年にはスズカコバンで宝塚記念に優勝し、前年のグレード制導入後初めてGI競走を制した。同年、年間41勝で2度目の最多勝利調教師を獲得。1989年には最多勝利調教師と最多賞金獲得調教師の二部門を制した。1992年には、2月のダイヤモンドステークスでミスターシクレノン・アローガンテ・ロングシンホニーの所属馬3頭で1・2・3着を占め、5月にはアドラーブルが優駿牝馬（オークス）に優勝し、調教師としてクラシック競走を初制覇。秋もタケノベルベットがエリザベス女王杯に優勝するといった活躍を見せ、最多勝利調教師、最高勝率調教師、優秀技術調教師の3部門を受賞した。そして1996年6月2日、フサイチコンコルドで東京優駿（日本ダービー）を制し、通算8度目の挑戦でダービートレーナーの称号を得た。
1999年、70歳定年のため2月末を以って調教師を引退。引退式は中京競馬場で行われた。その後は園田競馬場所属の競走馬を数頭保有している馬主となっていたが、2009年1月末に死去していたことが同年2月19日付け大阪スポーツの蜂谷薫のコラム「早耳マイク」で明らかになった。その死は小林の「家族だけで静かに見送ってくれればいい」という希望で、競馬サークル内にもほとんど伝わっていなかった。

## 調教管理の特徴
管理馬の出走回数の少なさが特徴として挙げられる。休ませるときはじっくり休ませ、万全に仕上がるまでレースに使うことをしなかったため、「古馬になってから強くなる厩舎」、「休み明けに強い厩舎」という定評もあった。小林は「馬を万全に仕上げてレースに出走させること」を調教師として最も心がけていたといい、「出走させるからには、七、八分で使うこということはなかった。馬によってはレースを使いつつ調子を上げていかなければいけないのもいましたが、そうでない限り万全にしていました。それがファンに対する義務ですもんね。休養明けの勝率は、たぶん一番だったんじゃないですか」と語っている。
こうした理念を一度だけ曲げたことがあり、それがフサイチコンコルドで勝った日本ダービーであった。フサイチコンコルドは体温が安定しない体質であったためデビューが遅れ、勝ち上がった後も日本ダービー前に予定していた前哨戦を熱発で回避。日本ダービーまで残り2週間での急仕上げを行い、レース直前も競馬場への輸送が負担となって一時熱発していたが、小林は「勝負は度外視」で出走に踏み切った。フサイチコンコルドはレースで一変し、鞍上・藤田伸二の「120点の騎乗」（小林）もあって優勝したが、レース後に行われたインタビューでは「正直言って、こういう使い方をしたのは私も初めてですね。長年やってますけど2週間で仕上げて使ったのはね」との感想を語った。

## 通算成績

### 騎手成績
- 713戦95勝（中央競馬となった1954年以降の記録）

### 調教師成績
| 年     | 区分 | 1着 | 2着 | 3着 | 4着以下 | 出走数 | 勝率 | 連対率 |
| ------ | ---- | --- | --- | --- | ------- | ------ | ---- | ------ |
| 1965年 | 平地 | 10  | 12  | 13  | 44      | 79     | .127 | .278   |
| 1965年 | 障害 | 3   | 1   | 0   | 0       | 4      | .750 | 1.000  |
| 1965年 | 計   | 13  | 13  | 13  | 44      | 83     | .156 | .313   |
| 1966年 | 平地 | 22  | 8   | 12  | 74      | 116    | .190 | .259   |
| 1967年 | 平地 | 11  | 15  | 9   | 64      | 99     | .111 | .263   |
| 1967年 | 障害 | 5   | 3   | 3   | 10      | 21     | .238 | .381   |
| 1967年 | 計   | 16  | 18  | 12  | 74      | 120    | .133 | .283   |
| 1968年 | 平地 | 21  | 9   | 11  | 69      | 110    | .191 | .273   |
| 1968年 | 障害 | 1   | 0   | 0   | 1       | 2      | .500 | .500   |
| 1968年 | 計   | 22  | 9   | 11  | 70      | 112    | .196 | .276   |
| 1969年 | 平地 | 16  | 14  | 22  | 87      | 139    | .115 | .216   |
| 1970年 | 平地 | 21  | 18  | 10  | 72      | 121    | .174 | .322   |
| 1971年 | 平地 | 19  | 14  | 11  | 67      | 111    | .171 | .297   |
| 1972年 | 平地 | 14  | 15  | 15  | 52      | 96     | .146 | .302   |
| 1973年 | 平地 | 13  | 8   | 5   | 54      | 80     | .163 | .263   |
| 1974年 | 平地 | 25  | 22  | 12  | 72      | 133    | .188 | .353   |
| 1975年 | 平地 | 30  | 25  | 21  | 89      | 165    | .182 | .333   |
| 1976年 | 平地 | 53  | 37  | 31  | 179     | 300    | .177 | .300   |
| 1976年 | 障害 | 0   | 0   | 0   | 1       | 1      | .000 | .000   |
| 1976年 | 計   | 53  | 37  | 31  | 180     | 301    | .176 | .299   |
| 1977年 | 平地 | 23  | 17  | 18  | 90      | 148    | .155 | .270   |
| 1978年 | 平地 | 17  | 25  | 19  | 96      | 147    | .116 | .286   |
| 1979年 | 平地 | 19  | 16  | 11  | 96      | 142    | .134 | .246   |
| 1980年 | 平地 | 37  | 23  | 12  | 94      | 166    | .223 | .361   |
| 1981年 | 平地 | 32  | 14  | 17  | 93      | 156    | .205 | .295   |
| 1981年 | 障害 | 0   | 1   | 1   | 1       | 3      | .000 | .333   |
| 1981年 | 計   | 32  | 15  | 18  | 94      | 159    | .201 | .295   |
| 1982年 | 平地 | 22  | 30  | 18  | 85      | 155    | .142 | .335   |
| 1983年 | 平地 | 30  | 19  | 26  | 96      | 171    | .175 | .287   |
| 1984年 | 平地 | 32  | 30  | 22  | 124     | 208    | .154 | .298   |
| 1985年 | 平地 | 41  | 30  | 23  | 142     | 236    | .174 | .301   |
| 1986年 | 平地 | 32  | 21  | 23  | 102     | 178    | .180 | .298   |
| 1987年 | 平地 | 37  | 33  | 23  | 126     | 219    | .169 | .320   |
| 1988年 | 平地 | 15  | 34  | 12  | 112     | 173    | .087 | .283   |
| 1989年 | 平地 | 40  | 35  | 18  | 138     | 231    | .173 | .325   |
| 1990年 | 平地 | 25  | 16  | 16  | 132     | 189    | .132 | .217   |
| 1991年 | 平地 | 37  | 24  | 26  | 130     | 217    | .171 | .281   |
| 1992年 | 平地 | 50  | 24  | 17  | 118     | 209    | .239 | .354   |
| 1993年 | 平地 | 24  | 23  | 17  | 115     | 179    | .134 | .263   |
| 1994年 | 平地 | 23  | 15  | 16  | 91      | 145    | .159 | .262   |
| 1995年 | 平地 | 28  | 22  | 21  | 120     | 191    | .147 | .262   |
| 1996年 | 平地 | 32  | 24  | 17  | 101     | 174    | .184 | .322   |
| 1997年 | 平地 | 15  | 15  | 16  | 89      | 135    | .111 | .222   |
| 1998年 | 平地 | 22  | 17  | 17  | 93      | 149    | .148 | .262   |
| 計     | 平地 | 890 | 708 | 579 | 3,315   | 5,492  | .162 | .291   |
| 計     | 障害 | 9   | 5   | 4   | 15      | 33     | .273 | .424   |
| 計     | 総計 | 899 | 713 | 583 | 3,330   | 5,525  | .163 | .292   |

※上記のほか、地方競馬で8戦0勝。

#### 表彰
- JRA賞最多勝利調教師4回[注 3]（1976年、1985年、1989年、1992年）
- JRA賞最高勝率調教師（1992年）
- JRA賞最多賞金獲得調教師（1989年）
- JRA賞優秀技術調教師（1992年）
- 優秀調教師賞（関西）2回（1985年、1989年）
- 調教技術賞8回（1974年-1977年、1980年-1982年、1992年）
- 重賞獲得調教師賞（1983年）
- プロスポーツ功労者文部大臣表彰（1997年）

## 主な管理馬
GI競走・牝馬三冠競走優勝馬
- ロンググレイス（1983年エリザベス女王杯など重賞3勝）
- スズカコバン（1985年宝塚記念など重賞4勝）
- フサイチコンコルド（1996年東京優駿）
- アドラーブル（1992年優駿牝馬）
- タケノベルベット（1992年エリザベス女王杯など重賞2勝）

その他重賞競走優勝馬
- ハジメリュウ（1966年北九州記念）
- タガノキネン（1969年阪急杯）
- シュンサクオー（1970年大阪杯 1971年高松宮杯）
- キームスビィミー（1971年京都記念・秋 1972年ハリウッドターフクラブ賞）
- シュンサクリュウ（1972年京都記念・春）
- スズカハード（1975年金鯱賞）
- パッシングベンチャ（1976年京都大賞典）
- ホースメンホープ（1977年日本経済新春杯、中京記念）
- タニノテスコ（1980年京阪杯 1981年阪神牝馬特別）
- ダイドルマン（1981年タマツバキ記念、アラブ王冠 1982年アラブ王冠 1983年セイユウ記念）
- ロングワーズ（1982年小倉記念、京都記念・秋）
- ロングヒエン（1983年マイラーズカップ）
- ロングハヤブサ（1983年阪神3歳ステークス 1986年マイラーズカップ、阪急杯）
- ファイアーダンサー（1985年京都牝馬特別）
- キャノンゼット（1985年金鯱賞）
- ランドヒリュウ（1987年高松宮杯 1989年日経新春杯）
- クラウンエクシード（1987年ウインターステークス）
- ミスターシクレノン（1989年鳴尾記念 1992年ダイヤモンドステークス）
- シクレノンシェリフ（1993年毎日杯）
- ムッシュシェクル（1993年アルゼンチン共和国杯 1994年日経新春杯、阪神大賞典）
- ハギノリアルキング（1995年目黒記念 1996年日経新春杯）
- リトルオードリー（1996年報知杯4歳牝馬特別）
- エモシオン（1999年京都記念）

## 主な厩舎所属者
※太字は門下生。括弧内は厩舎所属期間と所属中の職分。
- 小野幸治（1965年-1974年、1976年-1981年 騎手）
- 飯田明弘（1969年-1982年 騎手）
- 秋山忠一（1974年-1980年 騎手）
- 内山正博（1984年-1988年 騎手）
- 塩村克己（1987年-1993年 騎手）
- 作田誠二（1992年-1993年 騎手、1993年-1995年 調教助手）
- 羽月友彦（1995年-1998年 厩務員、調教厩務員、調教助手）
- 浜田多実雄（1998年-1999年、厩務員、調教助手）